# توزینت
توزینت (به فرانسوی: Taouzint) یک منطقهٔ مسکونی در مراکش است که در استان قلعه سراغنه واقع شده‌است. توزینت  ۵٬۱۱۱ نفر جمعیت دارد.